# Geschiedenis van Guam

Wapen van Guam

Dit artikel geeft een beknopt overzicht weer van de geschiedenis van Guam.

## Vroegste bewoners

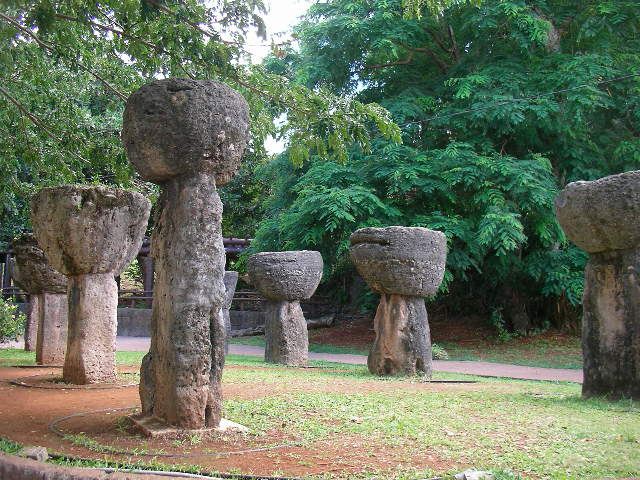
Latte-pilaren op Guam. Deze stenen pilaren werden door de Chamorro gebruikt om gebouwen te ondersteunen

De geschiedenis van Guam loopt nauw samen met de geschiedenis van de Noordelijke Marianen. Al deze eilanden werden al rond 1500 v.C. bewoond door de Chamorro. Deze eerste bewoners kwamen vermoedelijk vanuit Indonesië. Net zoals op de Noordelijke Marianen het geval was, verbouwden deze mensen ook hier rijst. Op Guam zijn eveneens overblijfselen te zien uit deze vroege tijden, namelijk megalithische stenen (lattes). Deze stenen zijn tot 6 meter hoog en waren waarschijnlijk onderdeel van vroegere traditionele Micronesische gebouwen. Ook hier bestond, net zoals op de Noordelijke Marianen, de sociale structuur uit 3 standen, namelijk de matua (edelen), de achoat (half-edelen) en de manachang (boeren en vissers). Guam was dan ook verdeeld in districten met in elk district enkele kleine dorpjes. Elk district werd bestuurd door een chamorri en er was geen algemeen bestuur over alle districten.
De naam "Guam" stamt af van de Chamorro-uitdrukking Guahan, wat in het Nederlands vertaald "wij hebben" betekent.

## De dominante positie van Spanje op Guam
In 1521 kwam Guam voor het eerst in contact met Europeanen. In dat jaar voer de ontdekkingsreiziger Ferdinand Magellaan namelijk de Umatac-baai op Guam binnen met zijn schip, de Trinidad. Magellaan kwam echter meteen in conflict met de lokale Chamorro en er vielen direct enkele doden.
In 1565 arriveerde de Spanjaard Miguel López de Legazpi en eiste de Noordelijke Marianen op voor Spanje. Daarna exploiteerde hij de handelsroute tussen de Filipijnen en Mexico. Het zou echter wel nog zo'n 150 jaar duren eer er pogingen gedaan werden om Europese nederzettingen op Guam te stichten. De eerste 250 jaar stopten er trouwens voornamelijk Spanjaarden op Guam met de bedoeling proviand in te slaan. Daarnaast kreeg het eiland ook af en toe bezoek van Britse en Nederlandse ontdekkingsreizigers. In 1668 arriveerde de jezuïet Diego Luis de Sanvitores op Guam en stichtte een missiepost in Hagåtña. De Chamorro stonden in het begin open voor de missionarissen, maar toen ze door kregen dat hun eigen cultuur in gevaar kwam, volgden er 20 jaar van oorlogen en onrust. Sanvitores werd hierbij in 1672 gedood.
Rond 1690 kwam er een einde aan de gevechten en werden de enorme verliezen onder de Chamorro duidelijk zichtbaar. Van de ongeveer 100.000 Chamorro waren er nog 5.000 over. Zij werden echter niet alleen in de gevechten gedood, maar ook door epidemieën als pokken en griep die door de Spanjaarden waren meegebracht naar Guam. Van de 5.000 overgebleven Chamorro waren de meesten vrouwen en kinderen. Om het bevolkingsaantal terug op peil te brengen, trouwden Spaanse soldaten en van de Filipijnen gehaalde mannen met de lokale vrouwen. Zo ging alsnog veel van hun eigen cultuur verloren. Verder werd ook het schrift door de Spanjaarden ingevoerd en nieuwe bouwtechnieken en landbouwmethoden.
De Noordelijke Marianen werden al vanaf 1798 bezocht door walvisvaarders. Maar in Guam werd er echter pas in 1822 door walvisvaarders aangemeerd. Sommigen van hen waren Britten, de meesten waren Amerikaan. Tussen de jaren 1840 en 1850 kwamen er honderden walvisvaarders naar de wateren rond Guam.

## Guam en de Verenigde Staten
In 1898 werd door de Verenigde Staten de oorlog verklaard aan Spanje (de Spaans-Amerikaanse Oorlog). De Spanjaarden die op dat moment op Guam vertoefden, wisten echter van niets en hun verbazing was dan ook zeer groot toen de Amerikanen plots in Guam stonden. Het kostte de Amerikanen dan ook geen enkele moeite om Guam in te nemen en zo kregen zij er een belangrijk militair steunpunt bij. Later, bij de Vrede van Parijs (1898), werden Guam, Puerto Rico en de Filipijnen aan de Verenigde Staten gegeven.
Tot 1940 werd Guam beheerd door de Amerikaanse marine. Vanaf 1941 mocht Guam van de toenmalige Amerikaanse president Franklin D. Roosevelt alleen met toestemming van de autoriteiten bezocht worden. Deze status duurde tot 1962.

## Tweede Wereldoorlog
Op 8 december 1941 werd Guam gebombardeerd door de Japanners (dezelfde dag als de aanval op Pearl Harbor in Hawaï). Op 10 december namen ongeveer 5.000 Japanse soldaten het eiland in. Het werd door de Amerikanen totaal niet verdedigd. De weinige Amerikaanse militairen en burgers werden vrijwel allemaal gevangengenomen en naar Japanse werkkampen gestuurd en er werd hun de Japanse taal aangeleerd. De Japanners noemden het eiland Omiyajima. Bij het begin van de bezetting werden de Chamorro redelijk met rust gelaten. Enkele Amerikanen werden door hen verborgen gehouden, maar op een na werden die door de Japanners allemaal gevonden en terechtgesteld. Later werd de plaatselijke bevolking echter gedwongen om te werken voor de Japanners (onder andere bij het bouwen van verdedigingsforten).
Op 12 juli 1944 werden alle Guamezen naar concentratiekampen aan de oostkust getransporteerd. Hun lot was onzeker, maar als ze gebleven waren, waren er tijdens de voorbereidende bombardementen en de invasie van de Amerikanen waarschijnlijk veel doden gevallen onder de bevolking. Toch werden er door de Japanners aan het einde van de oorlog nog verschillende oorlogsmisdaden begaan. De bombardementen die voorafgingen aan de Amerikaanse invasie begonnen op 17 juli 1944. Vier dagen later landden er 55.000 Amerikaanse soldaten op de stranden van Guam. Op 10 augustus werd Guam bevrijd van de Japanners. Uiteindelijk sneuvelden er 17.500 Japanners en 7.000 Amerikanen. Hagåtnña en veel andere dorpen waren vernietigd.
In de weken na de bevrijding werd Guam overspoeld door ca. 200.000 Amerikaanse soldaten, die werden voorbereid op een invasie in Japan. Ongeveer een derde van het eiland werd opgeëist door de militairen. Na de oorlog behielden de militairen deze gebieden en vestigden zich daar permanent. Guam speelde daardoor ook een rol van betekenis in de Koreaanse Oorlog en nog later in de Vietnamoorlog. In 1986 kregen landeigenaren na een rechtszaak eindelijk een schadevergoeding toegewezen die in de miljoenen dollars liep. Nu er steeds meer buitenlandse militaire bases gesloten worden door de Amerikanen, hopen de Chamorro hun land weer terug te krijgen.
Geschiedenis van: Australië · Fiji · Kiribati · Marshalleilanden · Micronesia · Nauru · Nieuw-Zeeland · Palau · Papoea-Nieuw-Guinea · Salomonseilanden · Samoa · Tonga · Tuvalu · Vanuatu · Noordelijke Marianen · Guam · Amerikaans-Samoa · Cookeilanden · Frans Polynesië · Nieuw-Caledonië · Pitcairneilanden · Wallis en Futuna